# Harry Howard (cầu thủ bóng đá, sinh năm 1871)
Henry Howard (1871 – sau năm 1906) là một cầu thủ bóng đá người Anh thi đấu ở vị trí tiền vệ. Sinh ra ở Rotherham, ông từng thử việc cho Rotherham Town và Sheffield Wednesday trước khi gia nhập Sheffield United, nơi có 48 lần ra sân ở Football League. Ông tiếp tục có 51 trận trên mọi đấu trường cho Small Heath.